# Теоклит Сетакис
Теоклит (на гръцки: Θεόκλητος, Теоклитос) е гръцки духовник, янински митрополит от 1975 до 2014 година.

## Биография
Роден е в 1930 година в Солун, Гърция със светското име Стилианос Сетакис (Στυλιανός Σετάκης). Завършва богословие в Атинския университет в 1960 г. В 1958 година е ръкоположен за дякон, а на 21 ноември 1960 г. От 1961 до 1967 година е военен свещеник, а от 1968 до 1975 година е протосингел на Янинската митрополия. В 1975 година е избран за янински митрополит. На 12 октомври 1979 година изборът му е отменен и той става титулярен гардикийски епископ. На 6 ноември 1979 година е възстановен на янинската катедра. Умира на 13 април 2014 година.